# 1927 في كندا
فيما يلي قوائم الأحداث التي وقعت خلال عام 1927 في كندا.

## سياسة

### انتهاء فترة المنصب
- 1 يناير – جون كينيدي member of the Legislative Assembly of Manitoba ‏.

## مواليد

### يناير
- 1 يناير – روبرت راسل ريد
- 18 يناير – لويس سيكو لاعب هوكي جليد كندي.

### فبراير
- 10 فبراير – ويليام تيتلي سياسي كندي.
- 14 فبراير – لويس ماكسويل ممثلة كندية.

## وفيات

### فبراير
- 13 فبراير – فرانسيس بيل (مواليد 1840) سياسي أمريكي.

### أكتوبر
- 1 أكتوبر – جون كينيدي (مواليد 1867)